# Петрулин, Василий Васильевич
Петрулин Василий Васильевич (1783 ― 6 (18) ноября 1824) ― херсонский и бессарабский вице-губернатор, коллежский советник.

## Биография
Из дворян Воронежской губернии. Сын надворного советника В. В. Петрулина от первого его брака. Правнук боцмана Венецианского флота, приглашенного в Россию и в 1704 принятого на службу боцманатом Галерного флота в С.-Петербурге.
По мемуарным свидетельствам, образование получил в Харьковском уездном училище, «соученик и приятель» В. И. Ярославского. Вместе с братьями: Яковом и Юрием — вступил в службу кавалергардом 1 (12) января 1797; в том же году, по расформировании кавалергардов, произведён эстандарт-юнкером с переводом в Лейб-кирасирский Его Величества полк 15 (26) ноября 1797; уволен за болезнью в чине коллежского регистратора для определения к статским делам 15 (27) декабря 1801; на вакансию определён подканцеляристом в Сенат в мае 1802; через месяц подал прошение об отставке.
В январе 1803 одесским градоначальником был назначен герцог, ген.-лейтенант Дюк де Ришелье (Ришельё, Арман-Эммануэль дю Плесси), ранее полковой командир и шеф Лейб-кирасирского Его Величества полка в то время, когда в полку служил Петрулин. Через несколько дней герцог получает назначение одесским военным губернатором, через два года —  херсонским военным губернатором, управляющим и гражданской частью в Херсонской, Екатеринославской и Таврической губерниях. Тогда же — в 1803, коллежский регистратор В. В. Петрулин определяется на службу в штат Одесского градоначальства, чиновником, состоящим при особе (адъютантом) ген.-лейтенанта Дюка де Ришелье, и служил при герцоге до его отбытия во Францию в 1814.
Обладая отличными административными способностями и выполняя различные поручения герцога на обширной территории Новороссийского края и Крыма, менее чем за десять лет дослужился до чина VII класса: прослужив в Одессе менее года, именным указом от 27 января (8 февраля) 1804, по засвидетельствованию одесского градоначальника об отличном усердии и прилежании, производится, за отличие, в чин губернского секретаря;  именным указом от 29 марта (10 апреля) 1811, по представлению херсонского военного губернатора, находящийся при нём в штате Одесского градоначальства коллежский асессор Петрулин, за усердную и ревностную службу, производится в надворные советники.
Указом от 5 (17) января 1811 высочайше было утверждено «Положение об устройстве пограничной стражи» от Палангена до р. Ягорлык, впадающей в Днестр. Граница была разделена на участки по 150 верст, на каждый из них для охраны выделялся казачий полк; всего для охраны выделялось одиннадцать донских казачьих полков; устройство «кордонной стражи» от Ягорлыка на Днестре до устья Днестра возлагалось на ген.-лейтенанта Дюка де Ришелье на правилах «Положения».
Выполняя поручения герцога, В. В. Петрулил принимал прямое участие в обустройстве таможенно-пограничной стражи в Херсонской губернии по р. Днестр. Когда бушевала Отечественная война 1812, то в Одессе, её окрестностях и в губернии появилась бубонная чума. Для прекращения перехода с одной стороны р. Ю. Буга на другую и для предотвращения возможных злоупотреблений, Дюк де Ришелье распорядился отобрать все лодки прибрежных жителей и отдать их на хранение старшему уряднику Бугского казачьего войска. От себя же «он командировал чиновника Петрулина для проверки, действительно ли все лодки отобраны: сей последний, найдя, что лодки, принадлежащие жителям правой стороны р. Буга, не все отобраны и вытащены на берег, счел нужным сделать соответствующее распоряжение. Кроме этого, этот же Петрулин осматривал переправу от Ольвиополя до Балты по р. Кодыме, а оттуда по Ягорлыку и Днестру до Тирасполя, и затем он же расставил стражу по рекам Синюхе и Высе, по границе Ольвиопольского уезда с Балтским». В ноябре 1812 чума появилась в Голте: «тотчас же сделано было распоряжение о прекращении богослужения в церквах, уничтожении рынков, закрытии кабаков; затем решено было держать в карантинном положении город в течение не менее двух недель; для исполнения всех этих предписаний Дюк де-Ришелье командировал в Голту Петрулина». Петрулин доносил Ришелье, что «Голтинские поселяне, возвратившиеся из Одессы и выдерживающие в особом доме 15-дневный карантин <…> несмотря на увещания Петрулина <…> не хотели повиноваться ему. Получив такое донесение, Ришелье распорядился выпороть всех, соразмерно вине каждого, ибо „те, которые не хотят знать собственной пользы и песчись о собственном спасении, не достойны никакого уважения“»
В апреле 1814 года Петрулин, по поручению Дюка де Ришелье, командировался для осмотра в Херсонской губернии вновь учреждённых поселений с целью «войти в познание, не стеснены ли они в чём». Рапорт Петрулина герцогу от мая 1814 содержит описание картины о бедственном положении новых переселенцев, бо́льшая часть из которых прибыла в губернию ещё осенью 1811. Это было одно из последних поручений герцога Петрулину в должности херсонского военного губернатора. По представлению Ришелье, за труды по борьбе с бубонной чумой 1812 года Петрулин был пожалован кавалером ордена Святого Владимира 4-й степени и, также по представлению герцога, землей (около четырех тысяч гектаров) в Одесском уезде для обустройства и заселения нового поселения. В конце декабря 1814 года Дюк де Ришелье прибыл в Париж и вскоре получил назначение премьер-министром (президентом Совета министров) Франции.
Высочайшим указом от 18 (30) ноября 1815 херсонским военным губернатором, управляющим и гражданской частью Херсонской, Екатеринославской и Таврической губерний, начальником Бугских и Черноморских казаков, всей пограничной стражи и одесским градоначальником был назначен генерал от инфантерии, граф А. Ф. де Ланжерон. При новом ген.-губернаторе Новороссийского края надворный советник и кавалер В. В. Петрулин получает назначение на должность инспектора (директора) Дубоссарской карантинной конторы, состоявшей в ведомстве М-ва внутренних дел.
Дубоссарская карантинная контора (Дубоссарский сухопутный карантин) — ведомство Днестровской карантинной линии и Дубоссарского таможенного округа, после Ясского мирного договора учреждённое в 1793 на границе между Россией и Турцией, на левом берегу Днестра. Находилась на расстоянии 6 верст к югу от Дубоссар, Тираспольского уезда Херсонской губернии, под так называемой Карантинной горой, рядом с паромной переправой через Днестр, направленной в сторону с. Криуляны, расположенного на правом берегу Днестра — на Бессарабской стороне. С течением времени вокруг карантинной конторы сложилось поселение, называвшееся Карантином (Карантинной слободкой), или хутором Склифосовского (ныне — посёлок Дзержинское). Карантин делился на три квартала, во главе которых назначались комиссары из числа офицеров пограничной службы; включал в себя четыре дома с 3-4 комнатами в каждом и кухнями, 8 отдельных карантинных флигелей по комнате в каждом, 3 сарая, очистительный пакгауз и др. постройки. Кроме медицинского и таможенного персонала, при Карантине служили чиновники разных ведомств: почтмейстеры, земские исправники, комиссионеры (агенты), занимавшиеся снабжением войск и пр. Карантин в то время играл важную роль в предотвращении завоза в Россию инфекционных заболеваний через товары и переселенцев со всех стран Европы, следовавших сухопутным путём через Бессарабию; ту же роль Карантин играл в период военных действий, являясь местом перехода границы войсками и их карантина, при нём действовал военный госпиталь. Как ведомство Днестровской карантинной линии существовал до 1846 года.
В. В. Петрулин служил инспектором Дубоссарской карантинной конторы в 1816—1818. В той должности пожалован, за выслугой узаконенных лет, в чин коллежского советника 2 (14) марта 1817. В той должности и в том чине пожалован кавалером ордена Святой Анны 2 степени 1 (13) декабря 1817. По всей видимости, одним из его подчиненных был служитель канцелярии Карантина, не имевший чина дворянин Василий Павлович Склифософский, отец знаменитого хирурга, профессора Н. В. Склифосовского, уроженец Дубоссар, много лет служивший чиновником Дубоссарской карантинной конторы. Вскоре после назначения Петрулина херсонским вице-губернатором, высочайшим указом от 4 (16) мая 1820, «во уважение отличного засвидетельствования херсонского военного губернатора о трудах, оказанных служащими по ведомству Дубоссарского карантина <…> канцеляристом Склифософским, кои употреблены были в числе прочих в разные поручения по случаю принятия предосторегательных мер от внесения в границы Херсонской губернии заразы, бывшей в Бессарабской области, произвести <…> последнего в коллежские регистраторы»
В 1818 Петрулин был причислен к Герольдии и числился коллежским советником «не у дел». Возможно, прошение об отставке было связано с принятием нового «Устава о карантинах» (21.08.1818), который предусматривал применение смертной казни за нарушение карантинных правил, а возможно — с гибелью старшего брата Якова, командира Ольвиопольского гусарского полка, в апреле 1818 убитого на дуэли.
Недолго оставаясь «не у дел», в том чине назначен херсонским вице-губернатором 29 января (10 февраля) 1819. По должности стал председателем Херсонской казённой палаты. По высочайшему указу от 27 февраля (10 марта) 1820, от гражданского ведомства назначен членом Особого комитета для составления предположений о выводе за пределы округа Военного поселения 3-го Украинского уланского полка живущих в Новомиргороде купцов и мещан; разработанные им предложения высочайше утверждены 30 августа (11 сентября) 1821. По представлению графа де Ланжерона, за труды по предотвращению распространения эпидемии бубонной чумы, в 1819 вновь вспыхнувшей в Бессарабской области, на территорию Херсонской губернии, пожалован орденом Святого Владимира 3 степени 26 мая (7 июня) 1820.
В мае 1823 новороссийским ген.-губернатором и полномочным наместником Бессарабской области был назначен ген.-адъютант, ген.-лейтенант граф М. С. Воронцов. Новый наместник, ревизовавший дела кишенёвских чиновников, открыл значительные недоимки, хищения и недосдачи в делах бессарабской Казённой палаты (казённо-экономической Экспедиции). По его представлению прежний вице-губернатор Бессарабской области подал прошение об отставке, а Петрулин был назначен бессарабским вице-губернатором 16 (28) октября 1823 и стал председателем казённо-экономической Экспедиции Бессарабской области. По приезде в Кишинев и вступлению в должность, он же назначен председателем особого ревизионного комитета (ревизионной комиссии), образованного графом Воронцовым для проверки дел Казённой палаты. Как ближайший экономический советник наместника, стал коронным членом Бессарабского верховного совета без официального утверждения в той должности.
Проработав бессарабским вице-губернатором около года, Петрулин умер на службе от болезни. Состоящий в Бессарабском верховном совете членом от Короны коллежский советник Филипп Вигель назначен его преемником 1 (13) декабря 1824, с жалованием, по штату положенным.

## Отзывы
На службе в Кишиневе Петрулин познакомился и подружился с Ф. Ф. Вигелем, получившим назначение членом от Короны в Бессарабском верховном совете, а затем заменившего Петрулина на должности бессарабского вице-губернатора. В мемуарах Вигель, известный своим сарказмом по отношению практически ко всем чиновникам, дал самые лестные отзывы о службе Петрулина, его деловых и личных качествах, привёл некоторые сведения о личной жизни товарища. Вигель вспоминал, что Петрулин, обладавший замечательными административными способностями, стал ближайшим советником полномочного наместника Бессарабской области князя М. С. Воронцова по реформированию крайне запущенных дел (по словам Вигеля — «хаоса») в налогах, финансах, экономике и делопроизводстве Бессарабии.
Вигель писал: «прибыл херсонский вице-губернатор Василий Васильевич Петрулин, добродушнейший и честнейший человек в мире, бывший долго адъютантом при Дюке де Ришелье <…> Его ужасала бездна беспорядков, которые надлежало ему исправить. Деятельность его изумляла всех, его утомляла, а меня заставляла бояться за жизнь его, ибо здоровье у него было самое плохое <…> Он в короткое время успел <…> в своей Казённой экспедиции ввести совершенный порядок, поставить её на ногу других казённых палат и наполнить места советничьи людьми русскими, способными и ему известными. Меры, им предлагаемые, невозможно было отвергнуть <…> Между прочим, например, поручена мне была графом вместе с вице-губернатором ревизия счетов и дел Казённой экспедиции за время управления его предместника, но в таком случае содействие моё Петрулину было бы только помешательством <…> Менее чем в год Петрулин успел казённые дела извлечь из хаоса, в котором оставил их Купенской; правда, при расстроенном здоровье, как ретивый конь, он уморил себя. Мне же очистил он путь к дальнейшим улучшениям и облегчил труд, оставив хорошее наследство, опытных сотрудников. Всем он казался дик: сказывали, что, лишившись любимой жены, он начал чуждаться общества и в молчании все тосковал об ней; может быть, в упорном труде искал он рассеяния. Чистая душа его, я надеюсь, блаженствует теперь в ином мире с подругой, не опасаясь новой разлуки. Никто даже по заочности не мог упрекнуть его ни в чём, но вообще его мало понимали и не умели ценить. Редкий человек, мало известный и давно забытый, до конца жизни моей останешься ты для меня драгоценным воспоминанием»
Историки отмечали, что «с назначением Петрулина и Вигеля оппозиция [Бессарабского верховного] совета против наместника сделалась осмотрительнее в своих действиях. Самостоятельный характер и безукоризненная честность новых деятелей конечно были весьма невыгодными условиями для открытой борьбы с властью. Да и сам Воронцов не был похож на своих предшественников <…> Всё, поэтому, начало мало по малу подтягиваться и исправляться». Предложенные Петрулиным мероприятия по устройству гражданской части Бессарабской области, по большей части, были реализованы уже после его кончины.

## Происхождение
Родоначальник рода  — «природный итальянец» Юлиан Петрули (Петрулли, Петронелли), в русском подданстве Юрий Яковлевич. В конце XVII в. служил боцманом Венецианского флота и был приглашен М. А. Матюшкиным на службу в Россию: принят на службу боцманатом Галерного флота в С.-Петербурге в 1704 и произведён в боцманы в ранге подпоручика Галерного флота в 1709; из подпоручиков Галерного флота пожалован в флота поручики при Адмиралтействе 1 (12) мая 1714; участник Северной войны в составе Галерного флота, был в кампаниях при Выборге, Ревеле, Ростоке, Гельсингфорсе и Стокгольме; в кампаниях 1717 и 1718 командовал галерой «Страус», в составе отряда под командой капитан-командора М. Х. Змаевича ходил в Росток и Ревель; в кампанию 1718 из Ревеля в составе кордебаталии Галерного флота с десантом лейб-гвардии Семёновского полка под командой майора И. И. Дмитрия-Мамонова ходил к Гангуту, Або и в Аландские шхеры; командировался на Казанскую верфь к «строению и оснастке военных судов»; умер в Ревеле 27 февраля (9 марта) 1720.

## Семья
- Отец — Василий Васильевич Петрулин старший (1751 или 1752 — не ранее 1815 и не позднее 1823), надворный советник, мелкопоместный воронежский помещик. Сын инженер-полковника Василия Юрьевича Петрулина. В службе с 1768 драгуном Астраханского гарнизона (Астраханского драгунского полка, квартира в Царицыне); участник Русско-турецкой войны 1768—1774; из вахмистров Астраханского драгунского полка произведён, за отличие, в полковые адъютанты 1 (12) января 1770, с заслугой трёх лет за чин прапорщика; в чине секунд-майора вышел в отставку и служил по выборам дворянства земским исправником (1780—1784), затем судьей (1785—1788) Валуйского уезда Воронежского нам-ва; из секунд-майоров произведён в надворные советники 11 (22) мая 1786; избирался предводителем дворянства Валуйского (1788—1789) и Ливенского (1792—1793) уездов; определением Воронежского Д.Д.С. от 14 (25) декабря 1789, по военной службе, утверждён в потомственном дворянстве по 2 ч. ДРК Воронежской губернии; впоследствии бирюченский, затем валуйский городничий до 1814 года включительно. По 5-й ревизии (1795) за ним в Валуйском уезде в дер. Насоновой 14 душ муж. пола, за его женой Анной Ивановной — 10 душ; в слободе Вознесенской 22 души; в хуторе Каменном Колодезе[27] 21 душа, за его женой Анной Ивановной — 16 душ муж пола[28].  К началу Отечественной войны 1812 за ним, его первой супругой Анной и дочерью Марией, в Валуйском и Старобельском уездах было всего 82 души муж. пола[29]. Был женат дважды. Первым браком на вдове Анне Ивановне Поповой, урождённой Рябининой, дочери прапорщика Ивана Филипповича Рябинина и Ксении Яковлевны, урождённой Анисимовой, сестре артиллерии капитана Григория, поручика Ахтырского легкоконного полка Василия, прапорщика Фёдора и неслужащего дворянина Алексея Ивановых Рябининых[30]. В первом браке А. И. Попова имела сына — капитана Николая Ивановича Попова, помещика слободы Брянские Липяги и слободы Ивановки Валуйского уезда Воронежского н-ва. Помещица Валуйского, Старобельского и Ливенского уездов. Овдовев, вышла за В. В. Петрулина старшего. От неё дети: кавалергард и полковник Яков, кавалергард и коллежский советник Василий, кавалергард и подполковник Юрий, подпоручик Иван, прапорщик Дмитрий, Мария Машкина (в первом браке Кологривова). Вторым браком с января 1812 года В. В. Петрулин старший был женат на Екатерине. От неё дети: коллежский регистратор Никанор (дед А. И. Шингарёва и А. И. Шингарёвой), Надежда, Варвара.
- Брат — Я. В. Петрулин (1782—1818), кавалергард, участник Наполеоновских войн, полковник, командир Ольвиопольского гусарского полка, член Союза спасения.
- Брат — Юрий Васильевич Петрулин (1784—до 1726), кавалергард, участник Наполеоновских войн, подполковник лейб-гвардии Кирасирского Его Величества полка.
- Жена — N. N. Согласно воспоминаний Ф. Ф. Вигеля, умерла раньше мужа. Брак бездетен.

## Материалы к биографии
Директором Бессарабского карантина, по купчей от 10 (22) марта 1816, совершенной в Херсонской палате гражданского суда, Петрулин продал 3600 десятин земли титулярному советнику И. Г. Короеву ассигнациями за 20000 руб. Петрулин был пожалован землеотводом за службу при герцоге Ришелье из казённых земель при речке Сасике (Сосике) с обременением — под устройство нового поселения и его хозяйственное обзаведение. Однако, получив назначение в Дубоссарский карантин, он землю продал. Вопрос о правомерности перепродажи министр внутренних дел поставил перед Государственным советом. Департамент государственной экономии вынес решение о правомерности перепродажи, при условии выполнения новым владельцем тех же обязательств, на которых земля отводилась под заселение. Решение департамента было утверждено в общем собрании Госсовета 25 апреля (7 мая) 1817 и высочайшим повелением от 7 (19) мая 1817. До выполнения условий обременения собственником земли продолжала числиться казна. И. Г. Короев с 1816 по 1823 на той земле населил и обустроил дер. Марковку, Короева тож, (позднее — в Нечаевской волости, Одесского уезда, Херсонской губ.); в апреле 1822 он был утверждён в потомственном дворянстве Херсонской губ.; в январе 1823 получил разрешение построить в деревне каменную церковь во имя Апостола Иоанна Богослова, с образованием при ней православного прихода; в сентябре 1825 явил купчую на те земли в Херсонском уездном суде; в марте 1828 отведённая Петрулину земля была исключена из казённого ведомства. Можно полагать, что, став херсонским вице-губернатором и председателем Херсонской казённой палатой, В. В. Петрулин держал на контроле выполнение правительственных условий, на которых он получил перепроданные казённые земли. Иначе ему пришлось бы возвращать в казну те самые 20000 руб.
Бессарабским вице-губернатором участвовал в открытии школ С.-Петербургского Общества учреждения училищ по методе взаимного обучения (Беля и Ланкастера), известного как Вольное общество учреждения училищ взаимного обучения. Целью Общества являлось создание бесплатных школ для обучения детей из бедных семей по системе, разработанной английским педагогом Д. Ланкастером. Общество было создано видными общественными деятелями того времени, преимущественно входивших в масонскую ложу «Избранного Михаила», служившую местом встреч членов Союза благоденствия и др. декабристских организаций. Председателем комитета был граф Ф. П. Толстой, его товарищами: Ф. Н. Глинка и Н. И. Греч, — секретарям состояли В. И. Григорович и В. К. Кюхельбекер. Посредством Ланкастерских шккол декабристы распространяли свои взгляды в солдатской среде. С утверждением в 1819 устава Общество открыло училище в С.-Петербурге и затем участвовало в организации подобных школ в других городах. Наиболее известными за пределами столицы стали школы М. Ф. Орлова в Киеве и В. Ф. Раевского в Кишиневе. Петрулин присутствовал при открытии кишиневского училища 7 (19) февраля 1824; в мае 1824 были открыты училища в Бельце и Измаиле. В ноябре 1825 Общество прекратило свою деятельность.
После смерти надворного советника В. В. Петрулина старшего, и старших детей от первого его брака: кавалергардов Якова, Василия и Юрия — между Иваном, Дмитрием, их мачехой Екатериной и единокровным братом Никанором Петрулиными, родившимся через пять месяцев после второго брака отца, в конце 1820-х — начале 1830-х гг. шло судебное разбирательство о правах на недвижимое имение надворного советника в Воронежской и Харьковской губерниях, включая скотный и пчелиный заводы. Дело рассматривалось в Сенате, который вынес решение о равных правах детей на наследство В. В. Петрулина старшего от двух его браков. Родственные связи (по материалам дела):
- Сестра — Мария Васильевна Машкина, в первом браке Кологривова. Была за коллежским регистратором Петром Семёновичем Кологривовым (1783—?), чиновником канцелярии Казённой палаты Воронежской губернии (1804—1806), затем соляным приставом Валуйского уезда (1808—1810), младшим братом генералов Андрея и Алексея Семёновичей Кологривовых. От него три дочери, племянницы В. В. Петрулина младшего: штаб-капитанша Елизавета Петровна Неронова[41], штаб-капитанша Анна Петровна Григорьева[42], и девица Наталья Петровна. Елизавета Неронова и дети её умершей сестры Анны Григорьевой, по раздельной записи, совершенной в Воронежской палате гражданского суда 10 (22) декабря 1845, закрепили раздел с дядей первой и двоюродным дедом вторых, прапорщиком Дмитрием Васильевым Петрулиным, недвижимого имения прадеда, надворного советника В. В. Петрулина, состоящего Воронежской губ., Валуйского уезда, в сельце Вознесенском 66 ревизских муж. пола душ с семействами и земли особо отмежеванной в Насоновской даче 400 десятин и Харьковской губернии, Старобельского уезда, в хуторе Каменном Колодезе 46 ревизских душ муж. пола с семействами и земли 750 десятин, коему имению цена объявлена серебром 11 143 руб.[43]